# Champigny-la-Futelaye
Pour les articles homonymes, voir Champigny.
Champigny-la-Futelaye est une commune française située dans le département de l'Eure, en région Normandie.

## Géographie

### Localisation
| Saint-André-de-l'Eure | Mousseaux-Neuville    | Mouettes (par un angle) |
| Coudres               | Champigny-la-Futelaye | L'Habit Bois-le-Roi     |
| Lignerolles           |                       | Saint-Laurent-des-Bois  |

### Hydrographie
La commune est située dans le bassin Seine-Normandie. Elle n'est drainée par aucun cours d'eau,.

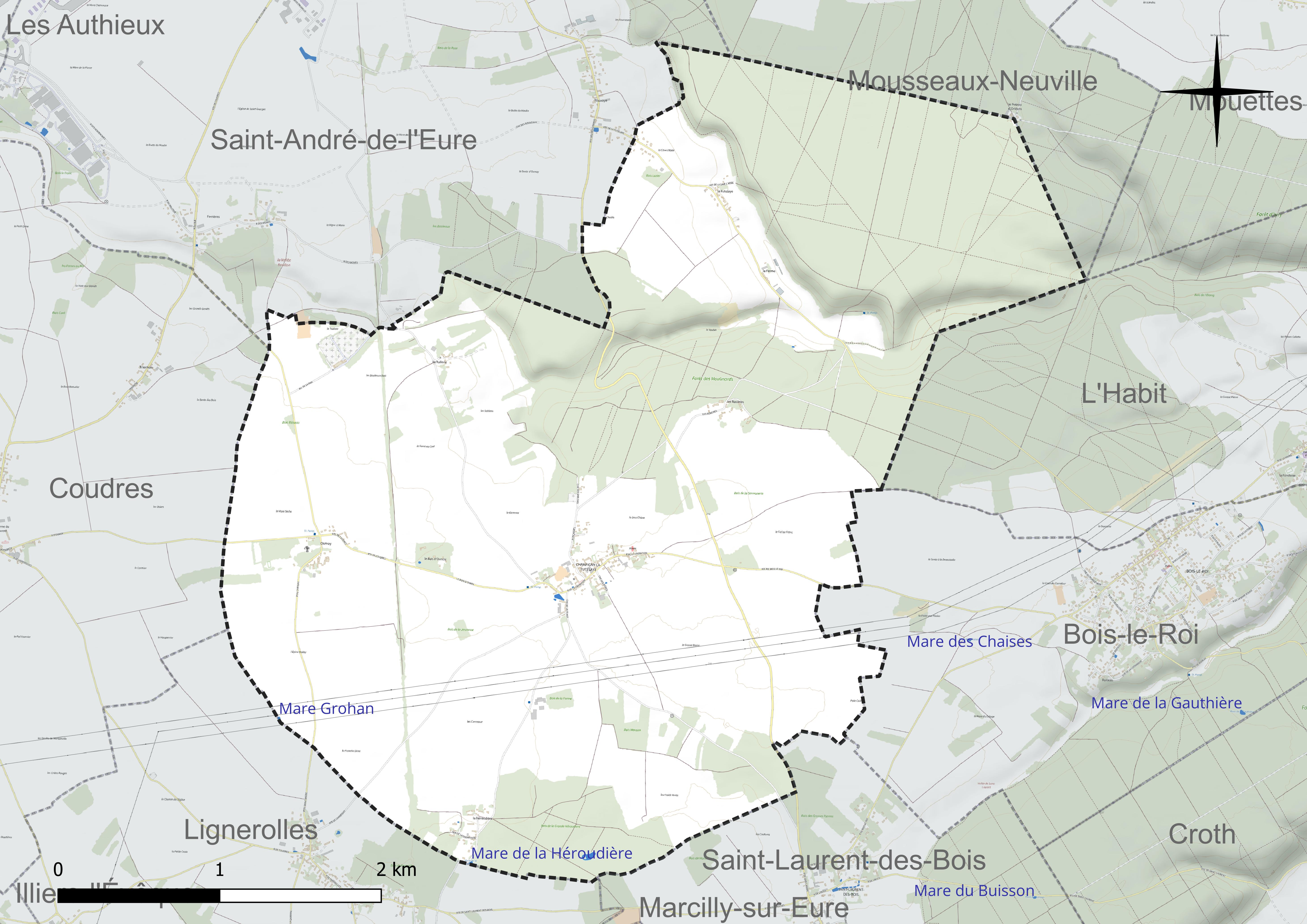
Réseau hydrographique de Champigny-la-Futelaye.

Deux plans d'eau complètent le réseau hydrographique : la mare de la Héroudière (0 ha) et la mare Grohan, d'une superficie totale de 0 ha (0 ha sur la commune),.

### Climat
Pour des articles plus généraux, voir Climat de la Normandie et Climat de l'Eure.
En 2010, le climat de la commune est de type climat océanique dégradé des plaines du Centre et du Nord, selon une étude du CNRS s'appuyant sur une série de données couvrant la période 1971-2000. En 2020, Météo-France publie une typologie des climats de la France métropolitaine dans laquelle la commune est exposée à un climat océanique et est dans la région climatique  Sud-ouest du bassin Parisien, caractérisée par une faible pluviométrie, notamment au printemps (120 à 150 mm) et un hiver froid (3,5 °C). Parallèlement le GIEC normand, un groupe régional d’experts sur le climat, différencie quant à lui, dans une étude de 2020, trois grands types de climats pour la région Normandie, nuancés à une échelle plus fine par les facteurs géographiques locaux. La commune est, selon ce zonage, exposée à un « climat des plateaux abrités », correspondant aux plaines agricoles de l’Eure, avec une pluviométrie beaucoup plus faible que dans la plaine de Caen en raison du double effet d’abri provoqué par les collines du Bocage normand et par celles qui s’étendent sur un axe du Pays d'Auge au Perche.
Pour la période 1971-2000, la température annuelle moyenne est de 10,5 °C, avec  une amplitude thermique annuelle de 14,3 °C. Le cumul annuel moyen de précipitations est de 629 mm, avec 10,6 jours de précipitations en janvier et 8,1 jours en juillet. Pour la période 1991-2020, la température moyenne annuelle observée sur la station météorologique la plus proche, située sur la commune de Guichainville à 15 km à vol d'oiseau, est de 11,1 °C et le cumul annuel moyen de précipitations est de 659,6 mm,. Pour l'avenir, les paramètres climatiques de la commune estimés pour 2050 selon différents scénarios d’émission de gaz à effet de serre sont consultables sur un site dédié publié par Météo-France en novembre 2022.

## Urbanisme

### Typologie
Au 1er janvier 2024, Champigny-la-Futelaye est catégorisée commune rurale à habitat très dispersé, selon la nouvelle grille communale de densité à 7 niveaux définie par l'Insee en 2022.
Elle est située hors unité urbaine. Par ailleurs la commune fait partie de l'aire d'attraction d'Évreux, dont elle est une commune de la couronne,. Cette aire, qui regroupe 108 communes, est catégorisée dans les aires de 50 000 à moins de 200 000 habitants,.

### Occupation des sols
L'occupation des sols de la commune, telle qu'elle ressort de la base de données européenne d’occupation biophysique des sols Corine Land Cover (CLC), est marquée par l'importance des territoires agricoles (64,9 % en 2018), une proportion sensiblement équivalente à celle de 1990 (65 %). La répartition détaillée en 2018 est la suivante : 
terres arables (58,6 %), forêts (35,1 %), zones agricoles hétérogènes (6,3 %). L'évolution de l’occupation des sols de la commune et de ses infrastructures peut être observée sur les différentes représentations cartographiques du territoire : la carte de Cassini (XVIIIe siècle), la carte d'état-major (1820-1866) et les cartes ou photos aériennes de l'IGN pour la période actuelle (1950 à aujourd'hui).

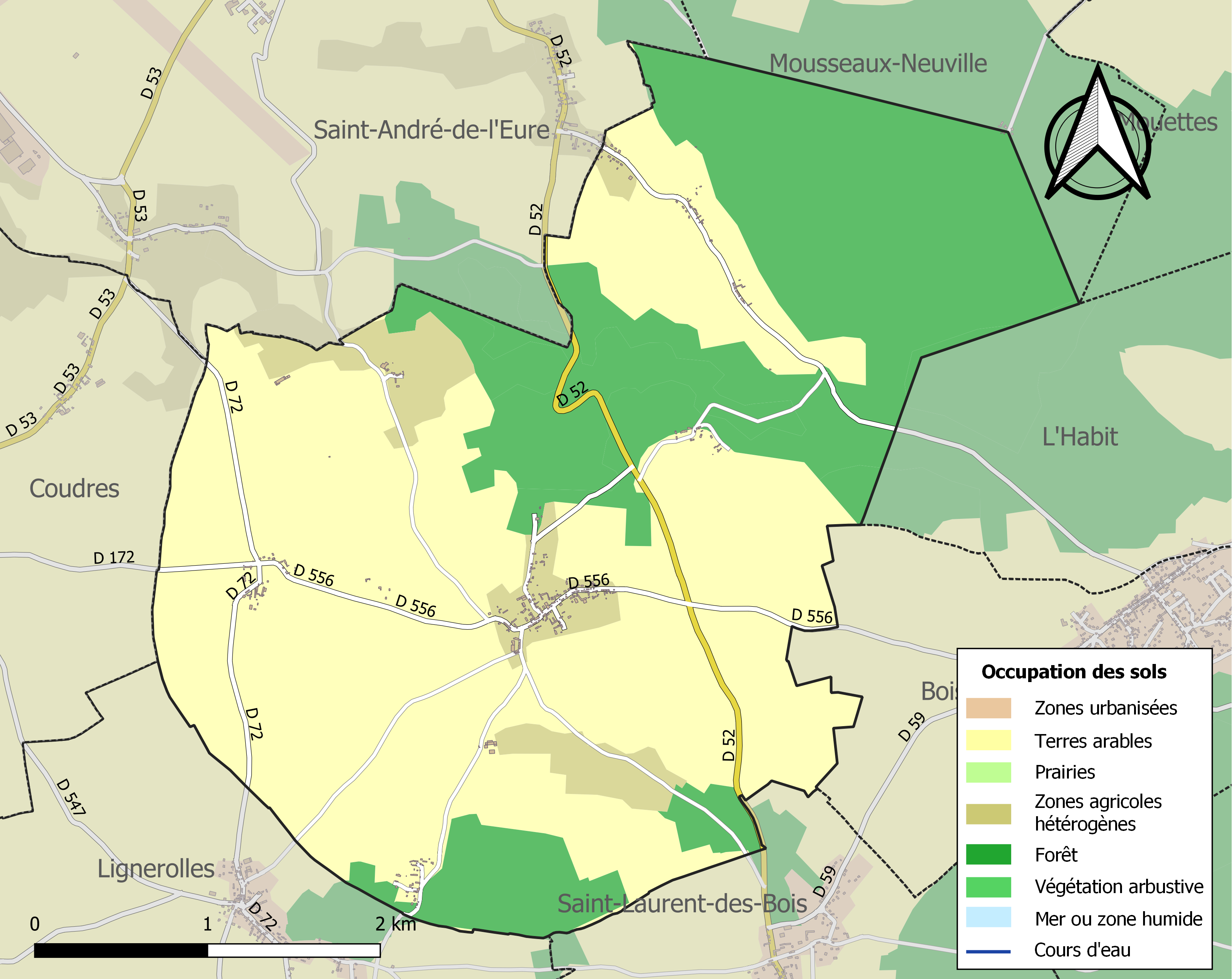
Carte des infrastructures et de l'occupation des sols de la commune en 2018 (CLC).

## Toponymie
Le nom de la localité est attesté sous la forme Champineio entre 1181 et 1192. Forme francienne de Campigny.
Commune rattachée en 1845 à La Futelaye, attestée sous les formes Fouteleya vers 1370, La Fustelaye en 1456 (aveu, archives nationales), nom de lieu formé avec le vieux français foutel (hêtre), synonyme de hêtraie.

## Histoire
Vers 1190, Champigny appartenait à Simon d'Anet qui donna tout ce qu'il possédait sur ce village à Jean, évêque d'Évreux. Osmoy fut réuni à Champigny en 1812 et la Futelaye en 1845. Osmoy avait une église dédiée à saint Gilles. La Futelaye a toujours appartenu à la famille Lebœuf à partir du XIIe siècle et dépendait de la baronnie d'Ivry. Le château d'Osmoy a été reconstruit au XVIIIe siècle à l'emplacement d’un château gothique. Il a appartenu à la famille Lebœuf de 1150 au début du XXe siècle.

## Politique et administration
| Période                                  | Période  | Identité       | Étiquette | Qualité  |
| ---------------------------------------- | -------- | -------------- | --------- | -------- |
| mars 2008                                | En cours | Robin Saulnier | SE        | Retraité |
| Les données manquantes sont à compléter. |          |                |           |          |

## Démographie
L'évolution du nombre d'habitants est connue à travers les recensements de la population effectués dans la commune depuis 1793. Pour les communes de moins de 10 000 habitants, une enquête de recensement portant sur toute la population est réalisée tous les cinq ans, les populations de référence des années intermédiaires étant quant à elles estimées par interpolation ou extrapolation. Pour la commune, le premier recensement exhaustif entrant dans le cadre du nouveau dispositif a été réalisé en 2005.

En 2022, la commune comptait 272 habitants, en évolution de −4,56 % par rapport à 2016 (Eure : −0,25 %, France hors Mayotte : +2,11 %).
| 1793 | 1800 | 1806 | 1821 | 1831 | 1836 | 1841 | 1846 | 1851 |
| ---- | ---- | ---- | ---- | ---- | ---- | ---- | ---- | ---- |
| 188  | 212  | 240  | 276  | 295  | 294  | 272  | 394  | 383  |

| 1856 | 1861 | 1866 | 1872 | 1876 | 1881 | 1886 | 1891 | 1896 |
| ---- | ---- | ---- | ---- | ---- | ---- | ---- | ---- | ---- |
| 355  | 366  | 264  | 333  | 308  | 320  | 294  | 312  | 271  |

| 1901 | 1906 | 1911 | 1921 | 1926 | 1931 | 1936 | 1946 | 1954 |
| ---- | ---- | ---- | ---- | ---- | ---- | ---- | ---- | ---- |
| 264  | 251  | 264  | 225  | 221  | 212  | 187  | 184  | 173  |

| 1962 | 1968 | 1975 | 1982 | 1990 | 1999 | 2005 | 2006 | 2010 |
| ---- | ---- | ---- | ---- | ---- | ---- | ---- | ---- | ---- |
| 167  | 146  | 136  | 163  | 207  | 231  | 228  | 223  | 248  |

| 2015 | 2020 | 2022 | - | - | - | - | - | - |
| ---- | ---- | ---- | - | - | - | - | - | - |
| 279  | 273  | 272  | - | - | - | - | - | - |

## Culture locale et patrimoine

### Lieux et monuments
- Église Saint-Martin
- Château d'Osmoy, choisi comme lieu d'établissement de son état-major par le général Leland Hobbs les jours précédant la libération d'Évreux (22 août 1944).
- Cimetière militaire des 19 794 soldats allemands tombés en Normandie durant la Seconde Guerre mondiale. Situé entre Évreux et Dreux, ce cimetière fut principalement constitué lors de l’avance des troupes alliées vers Paris et la Seine. Le Service américain des sépultures y inhuma ses propres soldats ainsi que des soldats allemands. Une chapelle contemporaine y a été construite en 1964. Des commentaires historiques peuvent être obtenus dans la salle d'accueil.

### Personnalités liées à la commune
- Charles d'Osmoy (1827-1894), député, puis sénateur et président du conseil général, a publié Le Château des cœurs avec Gustave Flaubert.
- Tanneguy Le Bœuf d'Osmoy (1862-1922), fils et successeur du précédent au conseil général, puis député de l'Eure de 1902 à 1910.
- Le général Friedrich Dollmann repose au cimetière militaire allemand de Champigny-Saint-André, carré 3, rangée 13, tombe no 1090.